# Cordyceps gunnii
Cordyceps gunnii är en svampart som först beskrevs av Miles Joseph Berkeley, och fick sitt nu gällande namn av Miles Joseph Berkeley 1859. Cordyceps gunnii ingår i släktet Cordyceps och familjen Cordycipitaceae.   Inga underarter finns listade i Catalogue of Life.